# صحة الكواكب
تشير صحة الكواكب إلى "صحة الحضارة الإنسانية وحالة النظم الطبيعية التي تعتمد عليها". أطلقت مؤسسة روكفيلر و ذا لانسيت في عام 2015 مفهوم لصحة الكواكب.

## تاريخ
كانت فكرة صحة الكواكب موجودة منذ بعض الوقت. كتب الطبيب النرويجي بير فوجيليفي في عام 1993:"الأرض المريضة مريضة". يمكن أن يكون للاضطرابات البيئية العالمية عواقب وخيمة على صحة الإنسان. حان الوقت للأطباء لتقديم تشخيص عالمي وتقديم المشورة بشأن العلاج."
دعا تعليق في عدد مارس 2014 من المجلة الطبية ذا لانسيت بعد واحد وعشرين عامًا إلى إنشاء حركة للصحة الكوكبية لتغيير مجال الصحة العامة، والتي ركزت على صحة السكان دون النظر بالضرورة إلى النظم البيئية الطبيعية المحيطة. أقر الاقتراح بالتهديدات الناشئة للأنظمة الطبيعية والتي من صنع الإنسان والتي تدعم البشرية.
أطلقت مؤسسة روكفبلر و ذا لانسيت في عام 2015 مفهوم لصحة الكواكب.

## تعريف
أوضح التقرير بالاعتماد على تعريف الصحة - "حالة من الرفاهية الجسدية والعقلية والاجتماعية الكاملة وليس مجرد غياب المرض أو العجز" - وكذلك المبادئ المنصوص عليها في ديباجة دستور منظمة الصحة العالمية، أن صحة الكوكب تشير إلى "تحقيق أعلى مستوى يمكن بلوغه من الصحة والرفاهية والإنصاف في جميع أنحاء العالم من خلال الاهتمام الحكيم بالأنظمة البشرية - السياسية والاقتصادية والاجتماعية - التي تشكل مستقبل البشرية والأنظمة الطبيعية للأرض التي تحدد الحدود البيئية الآمنة التي يمكن للبشرية أن تزدهر ضمنها".

## مبادئ
وضع تقرير لجنة لانسيت المبادئ الشاملة التي توجه فكرة الصحة الكوكبية. أحدهما أن صحة الإنسان تعتمد على "ازدهار النظم الطبيعية والإدارة الحكيمة لتلك النظم الطبيعية". أدت الأنشطة البشرية، مثل توليد الطاقة وإنتاج الغذاء، إلى تأثير عالمي كبير على أنظمة الأرض، مما دفع العلماء إلى الإشارة إلى العصر الحديث باسم الأنثروبوسين.
اقترحت مجموعة من علماء نظام الأرض والبيئة بقيادة يوهان روكستروم من مركز ستوكهولم للصمود على مفهوم تسعة حدود كوكبية يمكن للإنسانية من خلالها الاستمرار في التطور والازدهار لأجيال قادمة. تجاوز أربعة من حدود الكواكب - تغير المناخ، وسلامة المحيط الحيوي، والتدفقات البيوجيوكيميائية، وتغير نظام الأرض وفقًا لتحديث عام 2015.
وخلص التقرير إلى ضرورة اتخاذ إجراءات عاجلة وتحويلية لحماية الأجيال الحالية والمقبلة. ومن المجالات المهمة التي تتطلب اهتمامًا فوريًا نظام إدارة وتنظيم المعرفة البشرية، والذي اعتُبر غير كافٍ للتصدي للأخطار التي تهدد صحة الكوكب.
قدم التقرير عدة توصيات شاملة. كان أحدهما هو تحسين الحوكمة للمساعدة في تكامل السياسات الاجتماعية والاقتصادية والبيئية ولإنشاء وتجميع وتطبيق المعرفة متعددة التخصصات. دعا المؤلفون إلى حلول تستند إلى إعادة تعريف الازدهار للتركيز على تحسين نوعية الحياة وتقديم صحة أفضل للجميع، إلى جانب احترام سلامة النظم الطبيعية.

## المقارنة مع المجالات الأخرى
تعتبر صحة الكواكب استجابة للمجالات والنماذج الحالية مثل الصحة البيئية للصحة العامة، الصحة البيئية، الصحة الواحدة والصحة الدولية.
في حين قد تكون هناك تعاريف متنافسة للصحة العالمية، تُعرف بشكل فضفاض على أنها صحة السكان في سياق عالمي، واستجابة لحركة الدوافع الصحية عبر الحدود بالإضافة إلى المخاطر، وتحسين المفهوم الأقدم الصحة الدولية بتركيزها الجديد على تحقيق المساواة في الصحة بين جميع الناس. كتب رئيس تحرير ذا لانسيت ريتشارد هورتون في عدد خاص من مجلة ذي ايكونوميست لعام 2014 عن صحة الكواكب، أن الصحة العالمية لم تعد قادرة حقًا على تلبية المطالب التي تواجهها المجتمعات، فهي لا تزال ضيقة جدًا لتوضيح وإلقاء الضوء على بعض الأمور الملحة. التحديات". لا تأخذ الصحة العالمية في الاعتبار تمامًا الأساس الطبيعي الذي يعيش عليه البشر كما أنها لا تؤثر في قوة وهشاشة الحضارات البشرية".
أعلنت جوديث رودين، رئيسة مؤسسة روكفلر، أن صحة الكواكب هي تخصص جديد في الصحة العالمية.

## مشاكل
تهتم صحة الكواكب بالحوكمة والإشراف اللذين يشكلان تهديدًا لاستدامة الحضارة البشرية والبيئة والكوكب. على وجه التحديد، يسعى إلى مواجهة ثلاثة أنواع رئيسية من التحديات: "تحديات الخيال"، مثل الفشل في حساب العواقب البشرية أو البيئية طويلة الأجل للتقدم البشري؛ "تحديات البحث والمعلومات"، مثل نقص التمويل وانعدام نطاق البحث؛ و "تحديات الحوكمة"، مثل الإجراءات البيئية المتأخرة من قبل الهيئات الرئاسية التي تحددها عدم الرغبة أو عدم اليقين أو عدم التعاون.
التركيز الأخلاقي الأساسي لبحوث صحة الكواكب هو التعاون البشري وعدم التعاون في شكل الصراع والقومية والمنافسة. كهدف واحد، تخطط لجنة لانسيت للصحة وتغير المناخ لاستخدام آلية مساءلة لتتبع التعاون البشري ودراسة الصلة بين الصحة والمناخ والعمل السياسي.
تعتبر التغذية والنظام الغذائي من العوامل المساهمة والمؤشرات الهامة في صحة كوكب الأرض. يتوقع العلماء أن النمو السكاني البشري يهدد القدرة الاستيعابية للكوكب. يجب أن تتكيف النظم الغذائية والزراعة والتكنولوجيا للحفاظ على التوقعات السكانية التي تزيد عن 9 مليارات مع تقليل الآثار الضارة على البيئة من خلال هدر الطعام والأنظمة الغذائية كثيفة الكربون. سوف تركز أبحاث صحة الكواكب على الحلول الغذائية المستدامة للجنس البشري والبيئة، وتوليد البحث العلمي والإرادة السياسية لخلق وتنفيذ الحلول المرغوبة. في يناير 2019، أنشأت لجنة دولية النظام الغذائي الصحي الكوكبي.
تهدف صحة الكواكب إلى البحث عن مزيد من الحلول للاستدامة البشرية والبيئية العالمية من خلال التعاون والبحث في جميع القطاعات، بما في ذلك الاقتصاد والطاقة والزراعة والمياه والصحة. يعد فقدان التنوع البيولوجي، والتعرض للملوثات، وتغير المناخ، واستهلاك الوقود كلها قضايا تهدد صحة الإنسان والمناخ على حد سواء، وهي على هذا النحو، بؤر المجال. يعتقد عدد من الباحثين أن تدمير البشرية للتنوع البيولوجي وغزو المناظر الطبيعية البرية هو الذي يخلق الظروف الملائمة للملاريا، والأمراض الجديدة مثل COVID-19.

## التطورات منذ عام 2015
أسست جامعة هارفارد في ديسمبر 2015، مع جمعية الحفاظ على الحياة البرية ومنظمات شريكة أخرى، تحالف صحة الكواكب للترويج لهذا المفهوم. بتمويل من مؤسسة روكفيلر ومقرها في جامعة هارفارد، يهدف التحالف إلى دعم تطوير "مجال بحث تطبيقي صارم ومركّز على السياسات ومتعدد التخصصات يهدف إلى فهم ومعالجة الآثار المترتبة على صحة الإنسان نتيجة تسريع التغيير في بنية ووظيفة النظم الطبيعية للأرض." تشمل مبادرات التحالف زمالة مؤسسة، دورة صحة الكواكب للطلاب الجامعيين بجامعة هارفارد، والاجتماع السنوي لصحة الكواكب، الذي عُقد لأول مرة في أبريل 2017 في بوسطن، ماساتشوستس.
نشرت مجلة الوصول المفتوح "ذا لانسيت" عددها الافتتاحي في أبريل 2017.

## نقد
أعرب النقاد عن مخاوفهم بشأن القيمة المضافة للصحة الكوكبية حيث يقال إن المفهوم غالبًا ما يظل غامضًا. يعتقد علماء آخرون أن الدعوة إلى صحة الكواكب ترقى إلى الإفراط في التوسع وإضفاء الطابع الشامل على الصحة.

## أنظر أيضا
- حمية الكواكب
- سلامة الكواكب
- إدارة الكواكب
- فرضية جايا